# Néos Kardarás
Néos Kardarás (grec moderne : Νέος Καρδαράς) est une localité située dans le dème de Tripoli, dans le district régional d'Arcadie, dans la périphérie du Péloponnèse, en Grèce.
Selon le recensement de 2021, elle compte 2 habitants.